# Basketball-Afrikameisterschaft der Damen 1979
Die Basketball-Afrikameisterschaft der Damen 1979, die sechste Basketball-Afrikameisterschaft der Damen, fand zwischen dem 28. Dezember 1978 und 6. Januar 1979 in der somalischen Hauptstadt Mogadischu statt, die zum ersten Mal die Meisterschaft ausrichtete. Gewinner war die Nationalmannschaft Senegals, die ungeschlagen zum dritten nacheinander Mal den Titel erringen konnte. 

## Teilnehmende Mannschaften
Ghana

 Senegal

 Somalia

## Modus
Gespielt wurde in Form eines Rundenturniers. Pro Sieg gab es zwei Punkte, für eine Niederlage immerhin noch einen Punkt. Die Mannschaft mit den meisten Punkten wurde Basketball-Afrikameister der Damen 1979. Bei Punktgleichheit entschied der Direkte Vergleich.

## Ergebnisse
| Platzierung | Mannschaft | Punkte | G | V | Körbe   | Diff |
| ----------- | ---------- | ------ | - | - | ------- | ---- |
| 1           | Senegal    | 4      | 2 | 0 | 146:57  | +89  |
| 2           | Somalia    | 3      | 1 | 1 | 98:138  | −40  |
| 3           | Ghana      | 2      | 0 | 2 | 101:150 | −49  |

Tag 1
| 31. Dezember 1978 |                                        | Senegal | 77 – 32 | Ghana |  |
| 31. Dezember 1978 | Punkte pro Halbzeit: 32 : 16, 45 : 16. |         |         |       |  |
| 31. Dezember 1978 |                                        |         |         |       |  |
| 31. Dezember 1978 |                                        |         |         |       |  |

Tag 2
| 1. Januar 1979 |                                        | Somalia | 73 – 69 | Ghana |  |
| 1. Januar 1979 | Punkte pro Halbzeit: 40 : 36, 33 : 33. |         |         |       |  |
| 1. Januar 1979 |                                        |         |         |       |  |
| 1. Januar 1979 |                                        |         |         |       |  |

Tag 3
| 2. Januar 1979 |                                        | Senegal | 69 – 25 | Somalia |  |
| 2. Januar 1979 | Punkte pro Halbzeit: 31 : 11, 38 : 14. |         |         |         |  |
| 2. Januar 1979 |                                        |         |         |         |  |
| 2. Januar 1979 |                                        |         |         |         |  |

| Senegal              |
| Meister Senegal      |
| Dritte Meisterschaft |

## Abschlussplatzierung
| Rang | Mannschaft |
| ---- | ---------- |
| 1    | Senegal    |
| 2    | Somalia    |
| 3    | Ghana      |

Senegal qualifizierte sich für die Basketball-Weltmeisterschaft der Damen 1979.